# Van Eeden (prémétro d'Anvers)
Pour les articles homonymes, voir Eeden.
Van Eeden est une station du prémétro d'Anvers, faisant dès lors partie du réseau de tramways de la ville. Elle est située dans le quartier Linkeroever (la Rive gauche), sous la place Frederik van Eeden.

## Caractéristiques
La station fut inaugurée le 21 septembre 1990 sous le nom de « Frederik van Eeden », en référence à l'écrivain néerlandais Frederik van Eeden. C'est également ce jour-là que fut inauguré le tunnel Brabo, c'est-à-dire le tunnel de prémétro qui passe sous l'Escaut.
Il s'agit de la seule station de prémétro de la Rive Gauche. Elle est très profonde, et desservie par les lignes 3, 5, 9 et 15 du réseau. La station est longue de 65 mètres et est entièrement construite en brique. Elle dispose d'une entrée située au niveau de la gare de bus de la rive gauche.
Le niveau -1 contient un hall des guichets spacieux, tandis que les quais sont situés au niveau -2.